# Рьокський рунічний камінь
Рунічний камінь з Рьоке (швед. Rökstenen) — камінь з найдовшим рунічним написом з-поміж відомих. Складається з 762 рун.
Первісне місце, де було встановлено камінь, невідоме, але, ймовірно, він стояв неподалік від свого нинішнього місцезнаходження у церкві Рьокського приходу в лені Естерйотланд. Напис на камені датується першою половиною IX ст. Він покриває камінь з усіх боків, в тому числі й зверху. Головний текст висічений за допомогою так званих молодших рун.
У питанні прочитання та тлумачення окремих рун серед вчених панує повна згода, проте зміст тексту досить туманний. Втім, початкові слова не залишають сумніву, що камінь є поминальним: «Про Вемуде говорять ці руни. Варин склав їх на честь полеглого сина». Потім слідує поетична строфа з якимись натяками на незбережений міф:
 Скажи, пам'ять, якої здобиччі було дві, 

 Яку дванадцять разів на полі брані добували, 

 І обидві бралися разом, від людини до людини. 

 Скажи ще, хто в дев'яти колінах 

 Втратив життя у остготів 

 І досі все перший у битві. 

 Тьодрік правив, 

 Сміливий у бою, 

 Керманич воїнів 

 У море готовий. 

 Нині сидить він, 

 Тримаючи свій щит, 

 На готському коні, 

 Вождь Мерингу.
Ймовірно, під Тьодріком мовиться про короля остготів Теодоріха Великого.

## Фототека

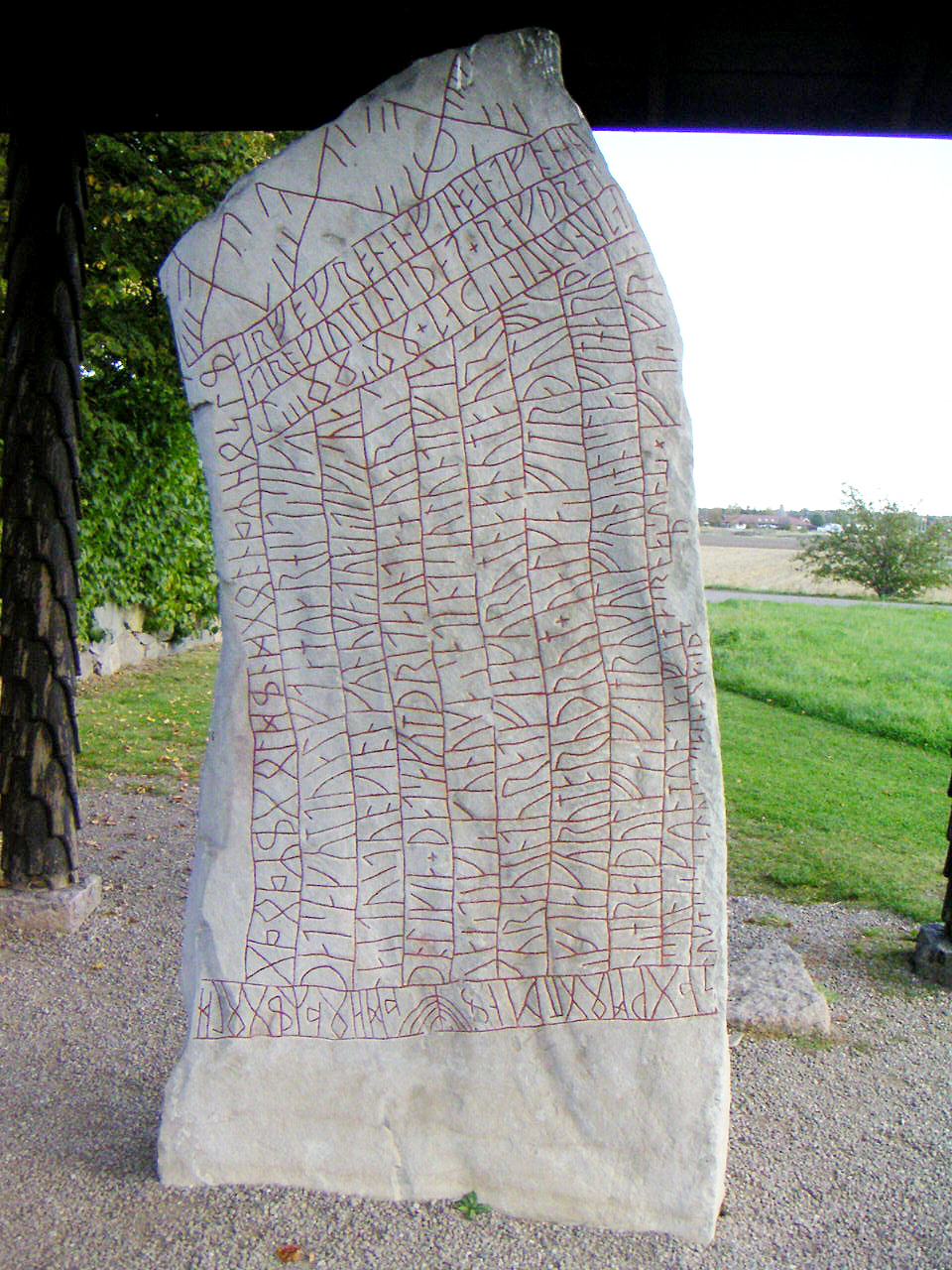
Камінь з Рьоке, західна сторона
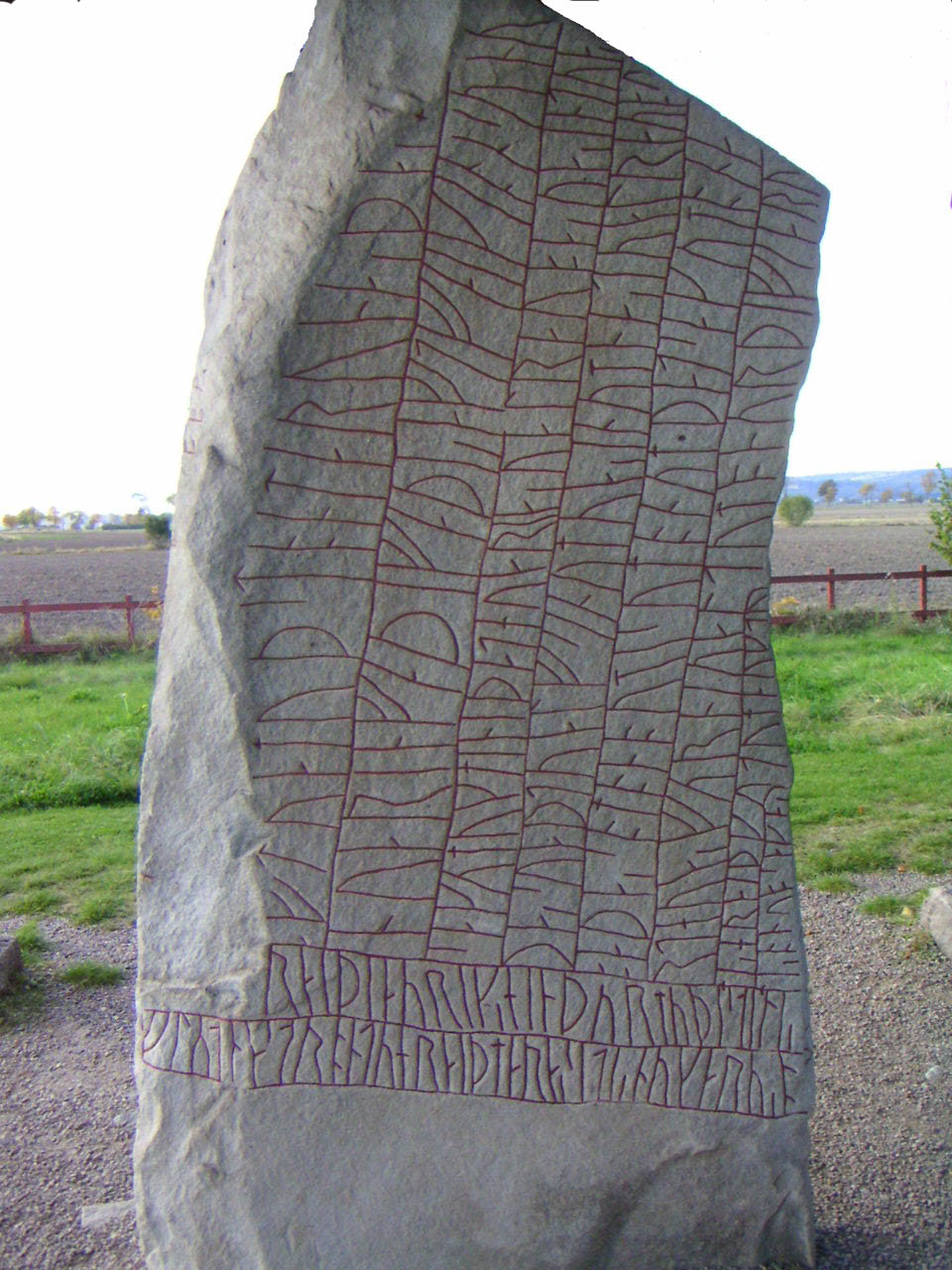
Камінь з Рьоке, східна сторона
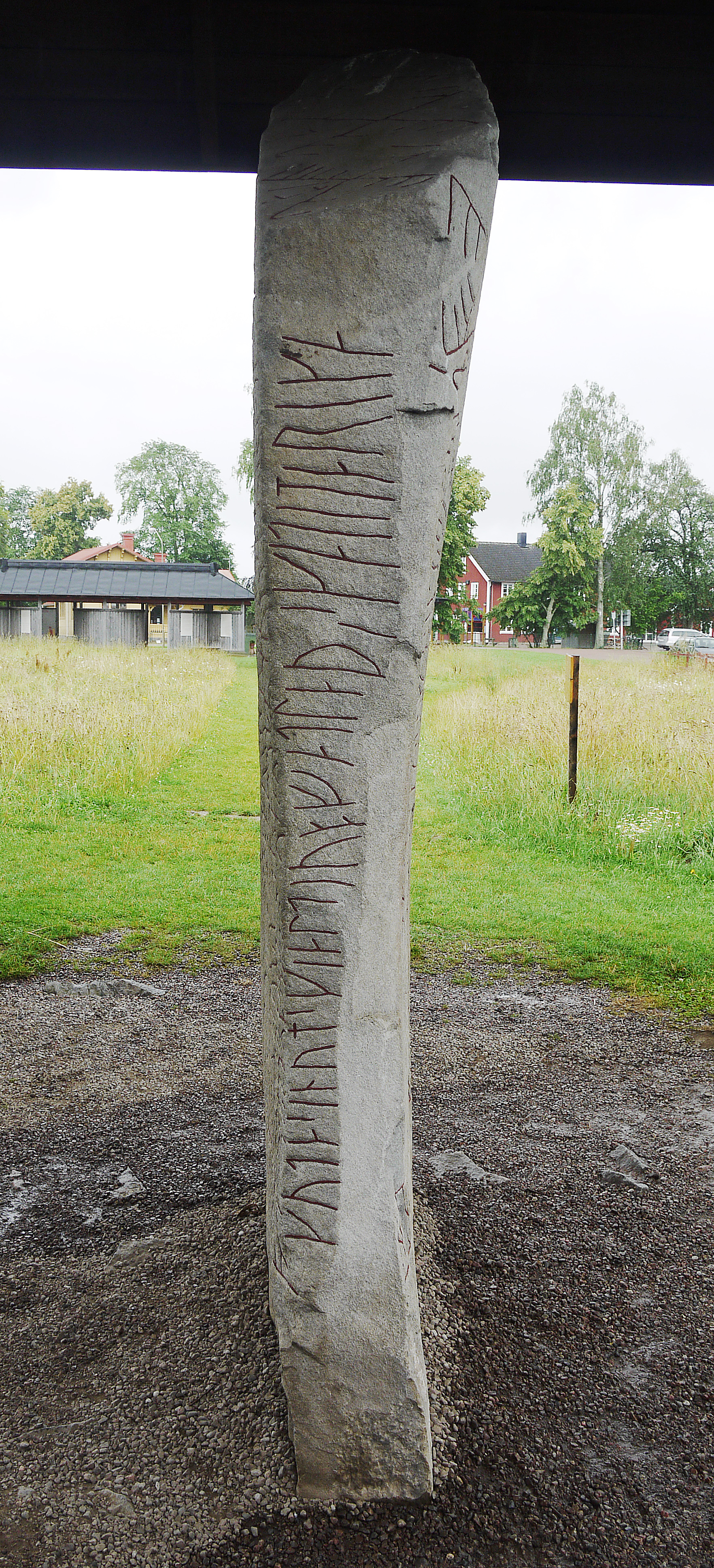
Камінь з Рьоке, північна сторона
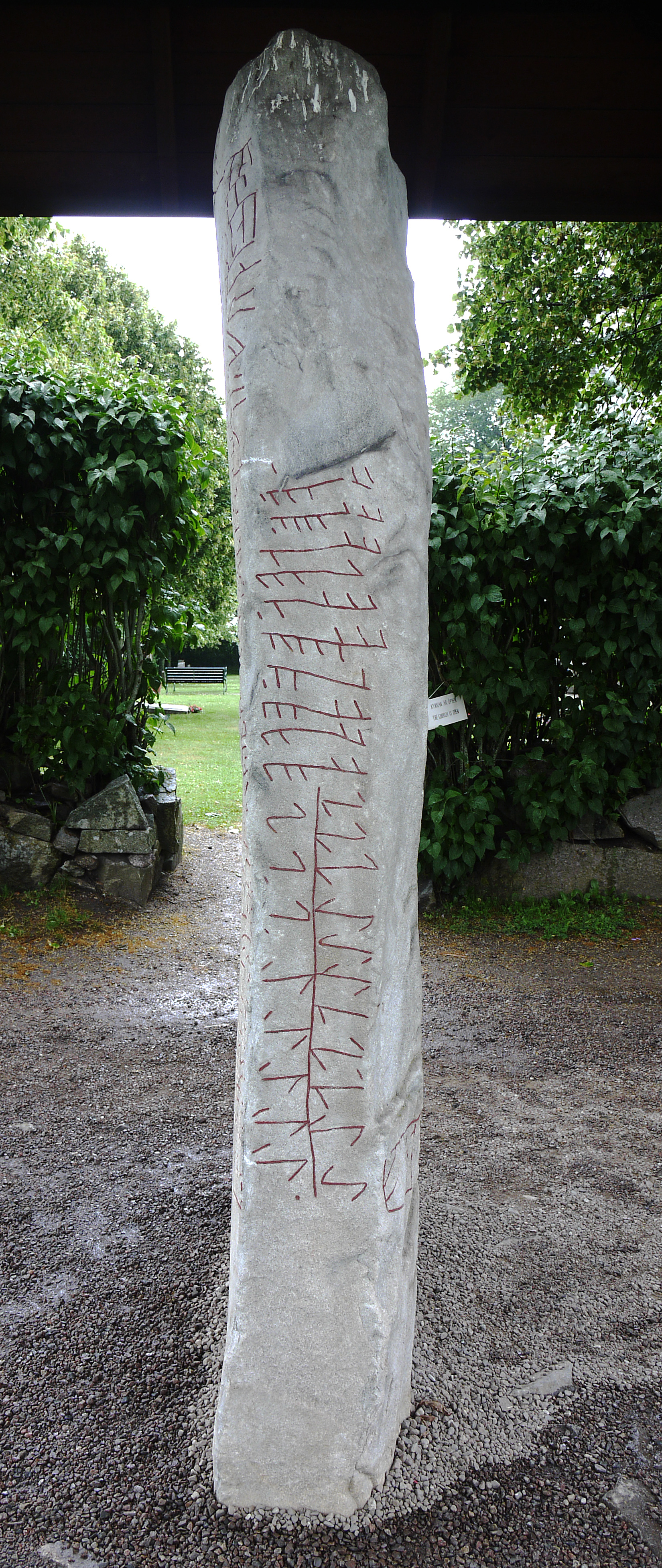
Камінь з Рьоке, південна сторона
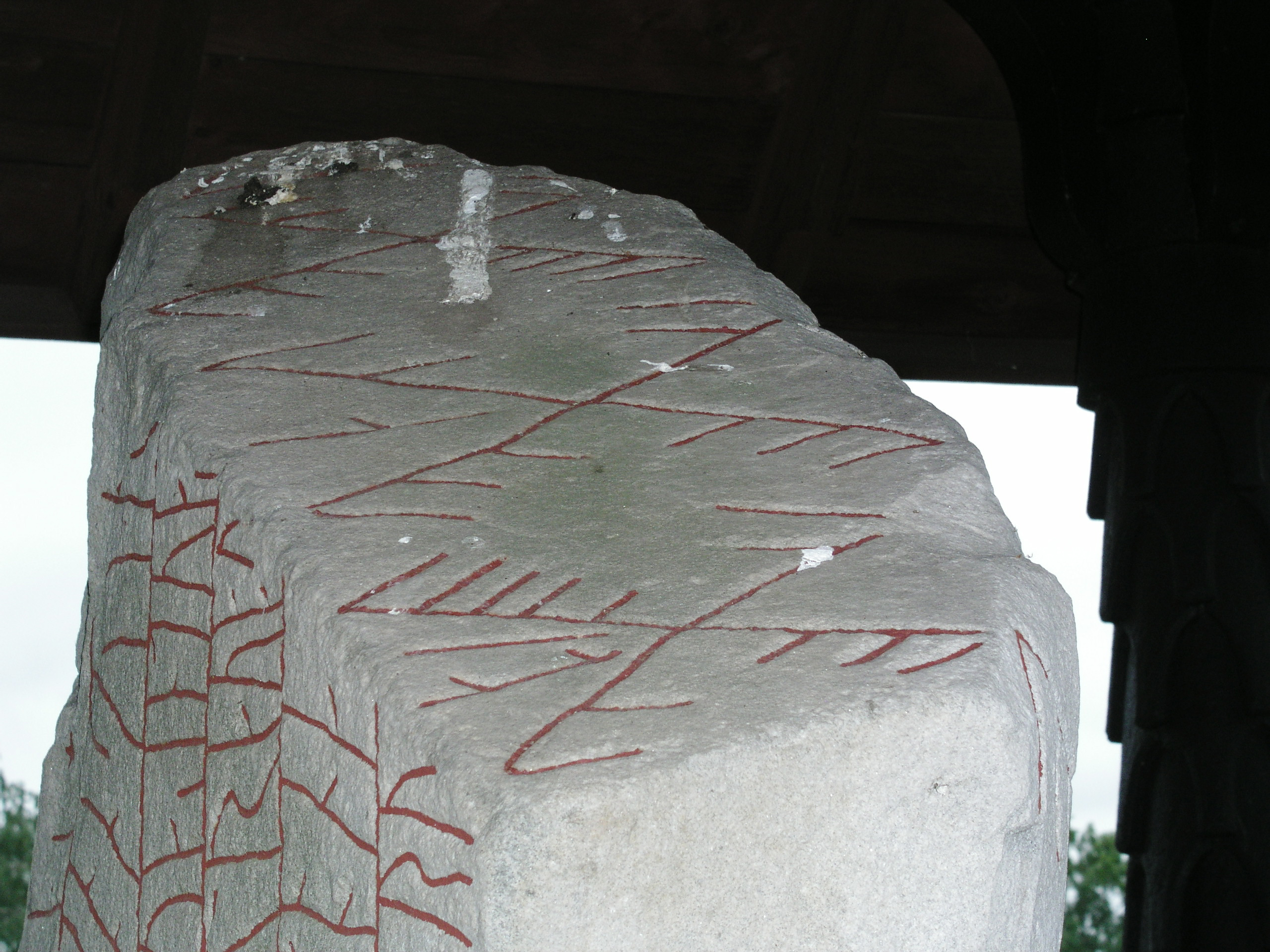
Камінь з Рьоке, верхня сторона